# Franz Xaver Winterhalter
Franz Xaver Winterhalter (Menzenschwand, 20 de abril de 1805 – Frankfurt, 8 de julho de 1873) foi um proeminente pintor germânico do século XIX. 
Alcançou fama por seus retratos da realeza europeia. Um de seus trabalhos mais conhecidos é o retrato da imperatriz Eugénia de Montijo rodeada por suas damas de companhia, de 1855 e os retratos da imperatriz Isabel da Baviera, de 1865.

## Biografia
Franz nasceu na vila de Menzenschwand, na região da Floresta Negra, hoje parte de Sankt Blasien, em 1805. Era o sexto filho de Fidel Winterhalter, um fazendeiro, e de sua esposa Eva Meyer, cuja família tinha antigas raízes na região. Apenas quatro das crianças sobreviveram à infância, e o pintor tornou-se muito apegado ao seu irmão Hermann, também um artista. Seu pai foi uma grande influência em sua vida.
Depois de terminar o curso escolar no mosteiro de Blasien, Winterhalter deixou sua cidade em 1818 para estudar desenho e gravura com Karl Ludwig Shuler em Freiburg. Com dezoito anos mudou-se para Munique, patrocinado pelo Barão Eichtal, e em 1825 ganhou uma bolsa de estudos do Grão-Duque de Baden para aperfeiçoar-se na Academia de Belas Artes de Munique, como discípulo de Peter Cornelius. Não se adaptou à metodologia do mestre, e passou para a orientação de Joseph Stieler. Neste período sustentava-se como litógrafo.

## Carreira
Contratado pela marquesa de Baden, Sofia, para dar-lhe aulas de desenho, entrou em contato com a corte, e em 1832 o Grão-Duque Leopoldo de Baden financiou uma viagem sua à Itália, onde ele se associou ao círculo de Horace Vernet, diretor da Academia Francesa na Itália, e começou a pintar cenas de gênero românticas. Voltando a Baden pintou retratos do Grão-Duque e de sua esposa e foi indicado pintor da corte.
Mas não demorou-se ali. Sua composição Il dolce far niente foi aceita no Salão de Paris e ele mudou-se para a capital francesa, onde nos anos seguintes permaneceu exibindo suas obras do Salão, sendo estimado como retratista e pintando membros da nobreza, inclusive a Rainha da Bélgica, Luísa Maria d'Orleães, e seu filho. Possivelmente esta obra foi o que atraiu a atenção da Rainha da França, Maria Amélia de Bourbon-Nápoles, e foi indicado pintor da corte francesa, tornando-se um nome da moda e realizando mais de trinta retratos para a família real. Com isso granjeou a reputação de especialista na pintura da realeza, sendo capaz de combinar verosimilhança de feições com a elegância e o luxo num estilo original.
Foi justamente o seu sucesso na esfera régia o que o condenou a construir sua carreira basicamente em cima da retratística, quando ele teria preferido reconquistar sua credibilidade entre seus pares pintores e a crítica, perdida quando sua associação com a nobreza se fortalecia. Contudo, mesmo a contragosto sua produção no gênero do retrato foi brilhante e tornou-o rico e célebre internacionalmente. Para a família real inglesa pintou nada menos do que cerca de 120 obras, muitas das quais ainda permanecem nas coleções reais e adornam os palácios da Inglaterra. As reviravoltas políticas na França não afetaram a sua carreira e ele permaneceu requisitado por todas as dinastias que se sucederam, até sua morte. De fato, sob Napoleão III sua fama cresceu ainda mais. Seu retrato da Imperatriz Eugênia foi um sucesso na Exposição Universal de 1853 e permanece como uma de suas obras mais conhecidas.
Em 1852 ele viajou à Espanha e pintou a Rainha Isabel II e também atendeu à família real portuguesa. De volta à França, membros da casa real russa solicitaram seus talentos, e assim ele se tornou um favorito das cortes da Inglaterra, Rússia, Alemanha, Espanha, México, Bélgica, Áustria, Polônia e França, com um prestígio entre a realeza que só se compara ao conseguido por Rubens e Van Dyck. Para atender a tantas demandas Winterhalter arregimentou muitos auxiliares, e a pressão só era aliviada em suas viagens de férias na Itália, Suíça e Alemanha, sua pátria, à qual permaneceu sempre muito ligado.
Em 1864 fez sua última viagem à Inglaterra, e no mesmo ano retratou o casal imperial austríaco, que são das suas melhores criações. Com o passar dos anos suas ligações com a França enfraqueceram e ele tornou-se ainda mais atraído pela Alemanha. A Guerra Franco-Prussiana fez com que não voltasse mais à França e se radicasse na Alemanha, em Karlsruhe, onde seu prestígio continuava intacto apesar do longo tempo passado no estrangeiro. Em seus últimos anos pintou pouco. Visitando Frankfurt em 1873 contraiu tifo e faleceu, com 68 anos de idade.
Pouco se sabe sobre sua vida privada. Uma vez propôs noivado a uma dama, mas foi recusado, e permaneceu solteiro pelo resto da vida. Apesar de todo o seu sucesso, tinha hábitos simples, e dos maiores luxos a que se permitiu foi adquirir uma casa de verão em Baden-Baden, seu local favorito de descanso.

## Morte
Durante uma visita a Frankfurt, no verão de 1873, Franz contraiu tifo e morreu em 8 de julho do mesmo ano, aos 68 anos.

### Estilo
Winterhalter formou o estilo pelo qual se tornou célebre durante o Segundo Império, e produziu o melhor de sua obra nas duas décadas finais de vida. Suas obras revelam uma feliz captação do espírito da nobreza da época, seu hedonismo, seu luxo e também sua alegria. Teve mais sucesso com os retratos femininos, onde apesar da pompa necessária conseguia registrar a informalidade que confere encanto e espontaneidade à obra. Suas pinturas transmitem uma atmosfera de intimidade, ao mesmo tempo em que tinha a habilidade de dispor os elementos formais em composições vigorosas, com excepcional domínio da sua arte e enorme virtuosismo na reprodução das texturas, cores e efeitos de luz sobre os tecidos luxuosos, a pele humana e as jóias, pintando sempre com rapidez e fluência, e dispensando estudos preparatórios. O resultado, como se vê, é sempre elegante e de de enorme apelo e riqueza visuais.
Apesar de constantemente atacado pela crítica especializada por conta de uma suposta superficialidade e afetação, entre seus patronos era altamente estimado, e suas pinturas se tornaram populares também entre o povo, divulgadas através de gravuras. Apesar de se encaixar na grande corrente neoclássico-romântica de meados do século XIX, sua obra não tem muitos paralelos entre os outros pintores do período, e por vezes ele é chamado de um neo-rococó.
Logo depois de sua morte suas obras caíram de moda, e só recentemente suas muitas qualidades vêm recebendo uma apreciação novamente favorável, especialmente depois da realização de uma grande retrospectiva na National Portrait Gallery de Londres e no Petit Palais de Paris, em 1987. Hoje suas pinturas figuram nos maiores museus da Europa e dos Estados Unidos.

## Galeria

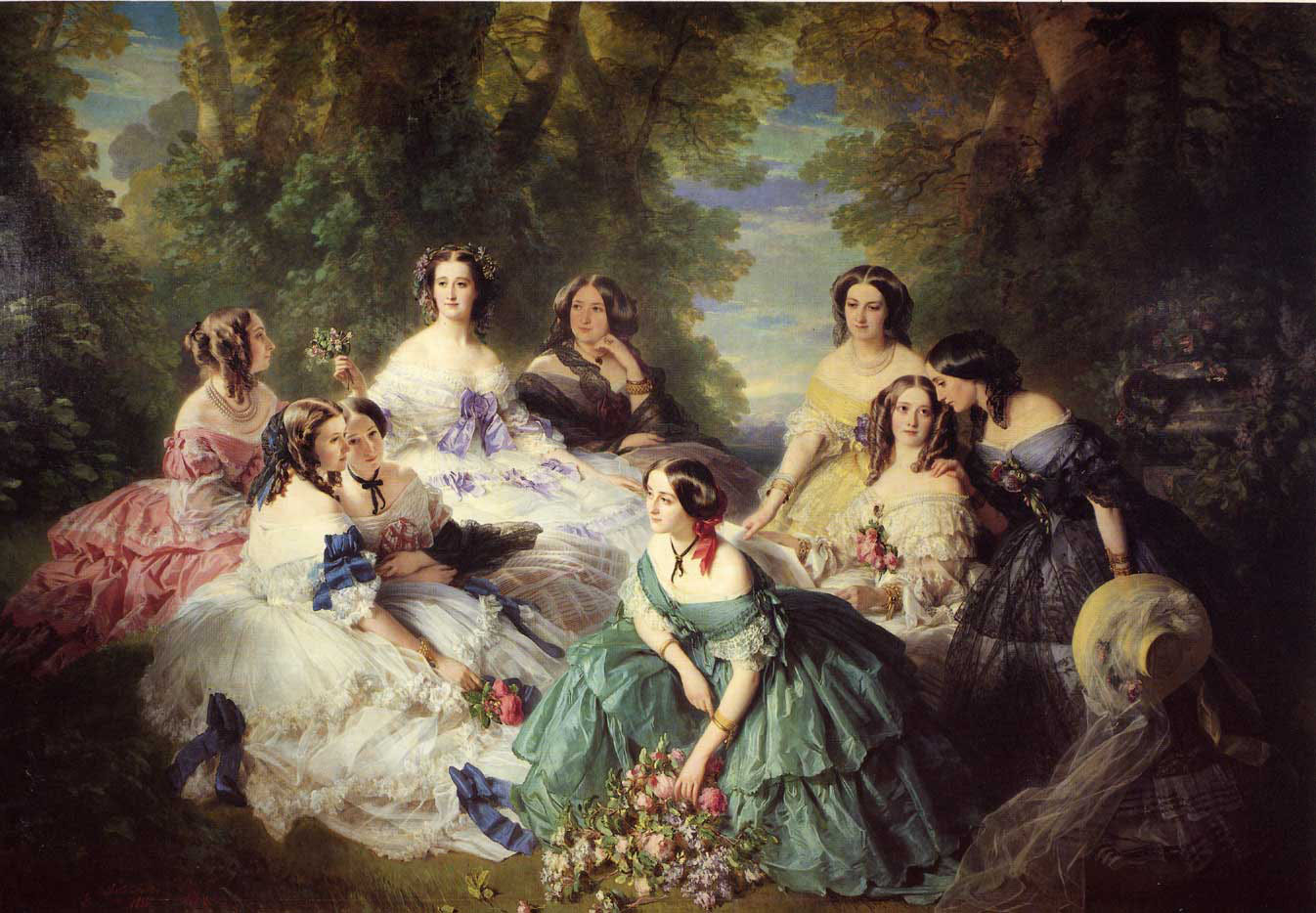
A imperatriz Eugênia rodeada de suas damas de honra, 1855, Château de Compiègne
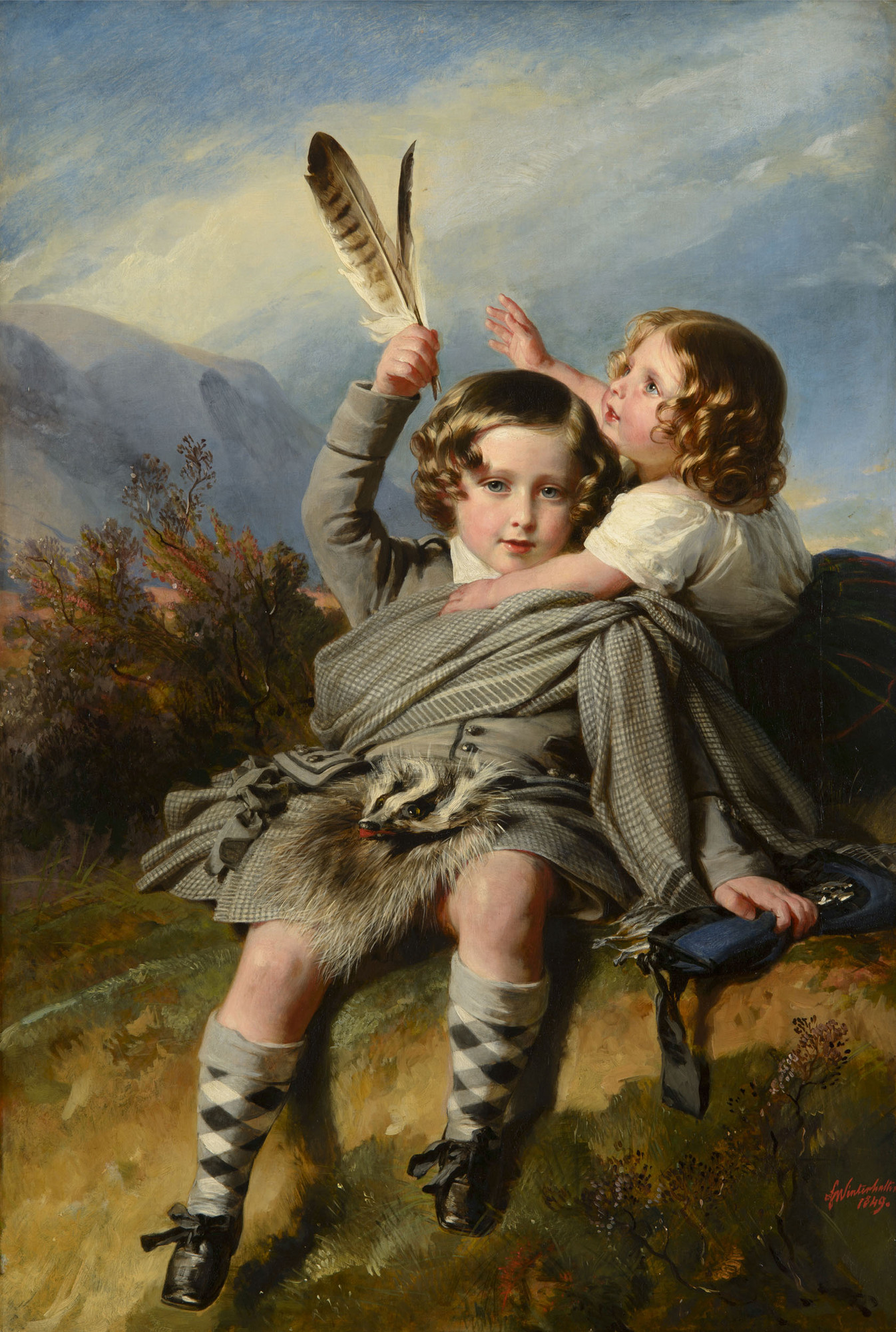
A Princesa Helena e o Príncipe Alberto Eduardo, 1843
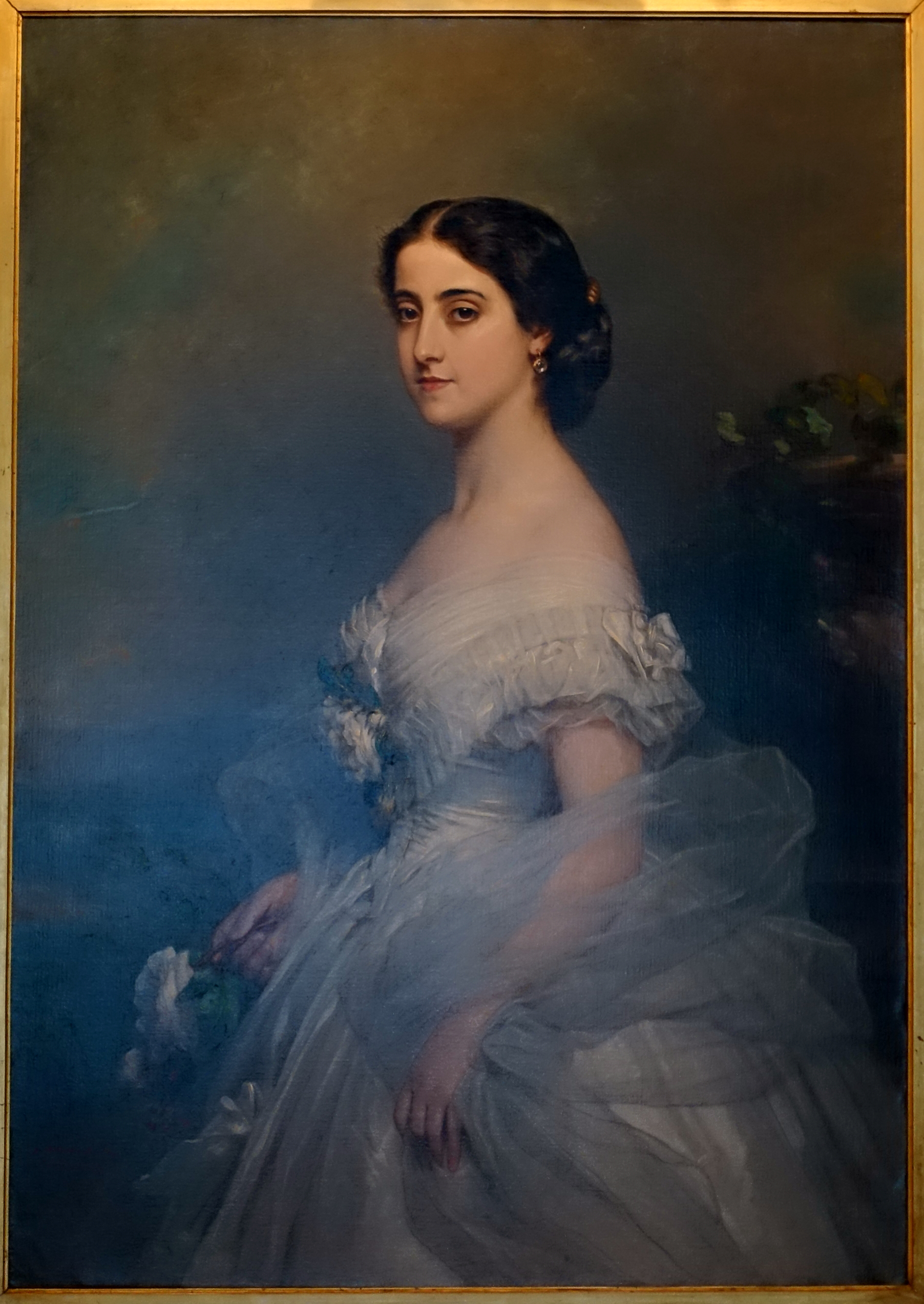
Adelina Patti, 1860, óleo sobre tela.
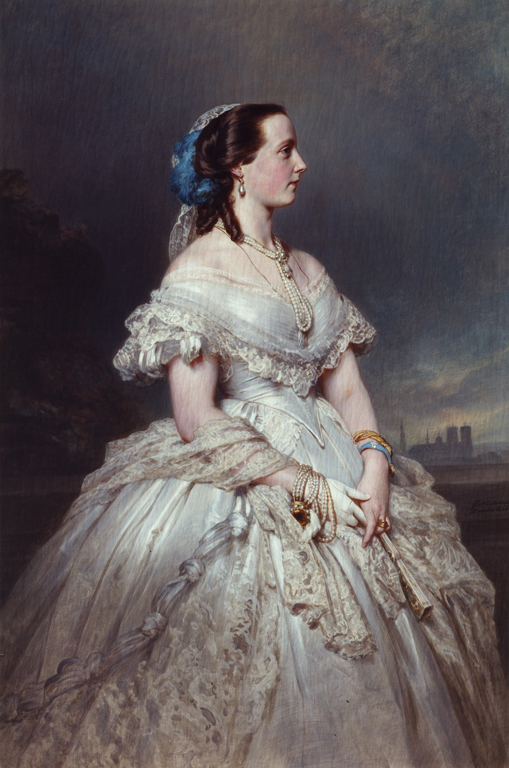
Maria Hendrika, 1863, óleo sobre tela.
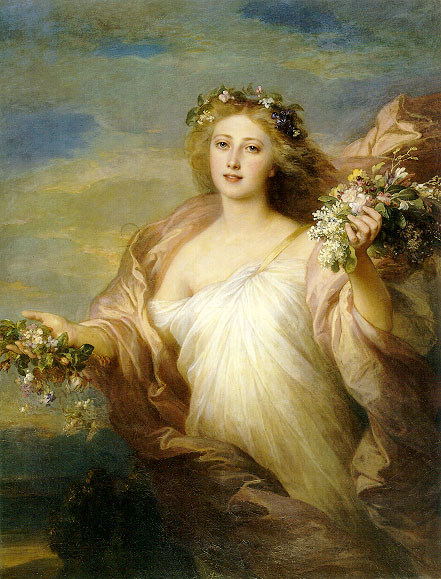
A primavera, óleo sobre tela.